# Barry Brown (baloncestista)
Barry Gerard Brown jr. (St. Petersburg, Florida, 21 de diciembre de 1996) es un baloncestista estadounidense que pertenece a la plantilla de los Zhejiang Lions de la CBA china. Con 1,95 metros de estatura, juega en la posición de base o escolta.

## Trayectoria deportiva

### Universidad
Jugó tres temporadas con los Wildcats de la Universidad Estatal de Kansas, en las que promedió 12,8 puntos, 3,3 rebotes, 2,5 asistencias y 1,8 robos de balón por partido. En su primera temporada fue incluido en el mejor quinteto rookie de la Big 12 Conference, mientras que en 2018 lo fue en el mejor quinteto de la conferencia, y al año siguiente en el prirero. Asimismo, en sus dos últimas temporadas fue incluido en el mejor quinteto defensivo y en 2019 fue elegido jugador defensivo del año.

#### Estadísticas
| Año     | Equipo       | PJ  | PT  | MPP  | %TC  | %3P  | %TL  | RPP | APP | ROB | TPP | PPP  |
| ------- | ------------ | --- | --- | ---- | ---- | ---- | ---- | --- | --- | --- | --- | ---- |
| 2015–16 | Kansas State | 33  | 11  | 25.8 | .348 | .336 | .635 | 2.8 | 1.5 | 1.2 | .1  | 8.6  |
| 2016–17 | Kansas State | 35  | 35  | 32.7 | .412 | .326 | .615 | 3.2 | 2.4 | 2.3 | .1  | 11.7 |
| 2017–18 | Kansas State | 37  | 37  | 34.7 | .448 | .318 | .772 | 3.1 | 3.2 | 1.8 | .1  | 15.9 |
| 2018–19 | Kansas State | 34  | 34  | 35.0 | .433 | .298 | .710 | 4.1 | 2.8 | 1.9 | .1  | 14.6 |
| Total   | Total        | 139 | 117 | 32.2 | .417 | .319 | .701 | 3.3 | 2.5 | 1.8 | .1  | 12.8 |

### Profesional
Tras no ser elegido en el Draft de la NBA de 2019, disputó las Ligas de Verano de la NBA con los Minnesota Timberwolves, jugando siete partidos en los que promedió 8,0  puntos y 2,3 rebotes. En octubre firmó contrato con los Wolves, pero fue automáticamente enviado a su filial en la NBA G League, los Iowa Wolves. Hasta el parón de la liga por el coronavirus  promedió 13,6 puntos, 2,9 rebotes y 2,6 asistencias por partido.
En julio de 2020, llega a Europa para jugar en las filas del MHP Riesen Ludwigsburg de la Basketball Bundesliga.
En enero de 2022, Brown firma por los Beijing Ducks de la Chinese Basketball Association.
El 30 de agosto de 2022, firma por los New Zealand Breakers de la NBL.
El 15 de mayo de 2023, firma por el Metropolitans 92 de la LNB Pro A.
En julio de 2023, firma por el Reyer Venezia Mestre de la Lega Basket Serie A. El 31 de enero de 2024 abandonó la disciplina del equipo italiano.
El 1 de febrero de 2024 se unió a los Guangzhou Loong Lions de la CBA china.
El 4 de agosto de 2024 firmó con los Zhejiang Lions, también de la CBA.